# Nina Ramsby & Martin Hederos
Nina Ramsby & Martin Hederos är en svensk duo. De har släppt två album på Bonnier Amigo, Visorna och Jazzen. Duon består av Nino Ramsby, tidigare Nina Ramsby på sång, blås- och stränginstrument och Martin Hederos på klaviaturinstrument. Musiken är en blandning av vis-, pop- och jazzmusik. På skivan Jazzen medverkar även Jakob Hellman och Jonas Kullhammar.

## Diskografi
- 2004 – Visorna
- 2006 – Jazzen